# 高山祝福教会
高山祝福教会（たかやましゅくふくきょうかい、Takayama Blessings Church）は、岐阜県高山市に所在するキリスト教の教会である。日本同盟基督教団に所属する。

## 沿革
- 1894年（明治27年）、北米スカンヂナビアン・アライアンス・ミッション創立者のフレデリック・フランソンは、インド・中国を経由し最初の来日を果たした際、当時日本のキリスト教の指導者の一人であった小崎弘道から、飛騨地方が未だキリスト教の未伝達地になっていることを聞き、早速自分の目で飛騨の現状を視察するべく、高山を視察した[1]。これが日本同盟基督教団の日本における飛騨伝導の開始とされている。
- その後、アンナ・ダニエルソン宣教師と、伝道師兼通訳の田丸源次郎により教会開拓開始。現在の高山祝福教会の前身である高山教会が設立される。
- 1895年（明治28年）、ベルグストローム宣教師により第一回洗礼式が執り行われる（3名）。1899年（明治32年）ハンナ・ダニエルソン宣教師の時代に、高山市の古い町並みにある上三之町に教会堂献堂。1967年（昭和42年）に新会堂を献堂。1975年に教会墓地建設。
- 1986年（昭和61年）、現在の西之一色町に教会堂移転。1993年（平成5年）、「高山教会」から「高山祝福教会」と改称。現在に至る。

## 特徴
- 所属する日本同盟基督教団の中で最も古い歴史を持つ教会であり、2024年には創立130年を迎える。
- 礼拝は毎週日曜日の10:30から行われている。出席者の多くは60〜80代以上の日本人信徒だが、2021年頃より20代〜40代の外国籍の信徒が出席をするようになっている。外国籍の信徒の多くは、主にALTとして市内の公立学校で勤務をする英語教師や、民間の英会話教室講師、技能実習生などであり、主な国籍はアメリカ、シンガポール、南アフリカ、ベトナム、台湾などである。
- 毎月第2日曜日に、上述した外国籍の信徒を中心にInternational Fellowship（国際交流会・食事会）を開催している。主な内容は食事、フリートーク、短い聖書のメッセージ等である。参加者は毎回10〜20名ほどで、半数以上の参加者が外国籍である。キリスト教の信仰を持っていない人々も複数参加をしている。

## 牧師
奥深山井作（おくみやまいさく、Isaku Okumiyama）。1968年、新潟県柏崎市生まれ。1981年のクリスマス礼拝にて洗礼を受ける。1995年、東京基督神学校卒業。卒業後、横須賀中央教会で5年間の副牧師時代を過ごす。その間の1998年に、日本同盟基督教団の正教師の按手を受ける。2000年～2004年まで京都めぐみ教会にて牧会。2004年春に高山祝福教会に転任、現在に至る。先代牧師の奥深山頼義（おくみやまよりよし、Yoriyoshi Okumiyama）は父親。

## 所在地
岐阜県高山市西之一色町1丁目8-29（map）

## 交通アクセス
JR高山駅から1.0km（徒歩13分）